# ريتشارد إي. جاست
ريتشارد إي. جاست (بالإنجليزية: Richard E. Just)‏ هو اقتصادي أمريكي، ولد في 18 فبراير 1948.